# Entreprise (label)
 (juin 2021).
 (juin 2021).
Pour les articles homonymes, voir Entreprise (homonymie).
Entreprise (ou Les Disques Entreprise) est un label de musique indépendant parisien exclusivement voué à la musique chantée en français.

## Histoire
Les deux membres fondateurs du label Entreprise, Michel Nassif et Benoît Trégouet, fondent la maison de disques indépendante Third Side Records mais se tournent vers la chanson francophone par l'intermédiaire d'un artiste de l'euro artistes, Fugu (Medhi Zannad). Ils signent le groupe La Femme et sortent leur EP Podium #1 comprenant le titre Sur La Planche,. La Femme signe chez Barclay, et Third Side Records devient Entreprise en 2012[pas clair]. Une première vague d'artistes sont signés : Frédéric Lafayette, Jérôme Echenoz, Moodoïd, Blind Digital Citizen, Juniore et Superets. Chacun sortent deux EP sur le label. Les Transmusicales accueillent Superets et Moodoïd en 2013. Le label rejoint Sony[source secondaire nécessaire] et Universal[source secondaire nécessaire]. La  seconde vague d'artistes : Bagarre, Fishbach, Julia Jean-Baptiste, Grand Blanc et les premiers étrangers, Paupière, un groupe québécois. Grand Blanc sont à leur tour invités aux Transmusicales 2014[source secondaire souhaitée].

## Quelques artistes signés
- Bagarre (Paris, fr)
- Fishbach (Paris, fr)
- Grand Blanc (Metz, fr)
- Juniore (Paris, fr) - Jusqu'en 2014
- Moodoïd (Paris, fr)
- Voyou (Nantes, fr)